# Capnodaria
Capnodaria är ett släkte av svampar som först beskrevs av Pier Andrea Saccardo, och fick sitt nu gällande namn av Ferdinand Theissen och Syd. Capnodaria ingår i familjen Capnodiaceae, ordningen Capnodiales, klassen Dothideomycetes, divisionen sporsäcksvampar och riket svampar.
Släktet innehåller bara arten Capnodaria tiliae.